# Битва за Кафу (1616)
Битва за Кафу — штурм і захоплення міста та фортеці Кафа (нині — Феодосія) в результаті морської десантної операції, проведеної запорозькими козаками під керівництвом гетьмана Петра Сагайдачного в 1616 році.

## Передумови
Навесні 1616 року запорозьким гетьманом був Василь Стрілковський. Десь наприкінці квітня-початку травня запорожці здійснили похід на турецькі міста. Під час цього успішного походу були взяті міста Варна та Місіврі, турецький флот, висланий наздогін, був розбитий біля гирла Дунаю. В червні або на початку липня 1616 року, відбулась зміна гетьмана. Петра Сагайдачного проголошують Гетьманом Війська Запорозького реєстрового. Причиною цього обрання могла слугувати обіцянка організації більшого походу, ніж того, що був навесні.
Невдовзі після обрання Гетьманом, Сагайдачний готує похід до неприступної турецької фортеці Кафи (сучасна Феодосія), що була головним невільничим ринком у Криму. Турки, ще не оговтались від нещодавньої атаки козаків на міста Румелійського узбережжя, не очікували на такий швидкий напад на добре укріплену фортецю. Кафа була великим та багатим містом, населення якого становило від 70 000 до 100 000 мешканців. Кафська фортеця мала міцні оборонні укріплення: 13-метрові зовнішні стіни завдовжки понад 5 км. Гарнізон міста складався з 3 яничарських орт. Комендант фортеці мав у своєму розпорядженні близько 300 вояків, ще 200 солдат були в підпорядкуванні капудана — командира воєнно-морських сил.

## Похід на Кафу
У липні 1616 року Сагайдачний разом із шістьма тисячами козаків на 120—150 чайках вирушив у морський похід. На виході з Дніпра, в Дніпровсько-Бузькому лимані, козаки зустріли ескадру османських галер. Вони розгромили турецьку флотилію та захопили близько половини її суден. Аби ввести турків в оману, щодо своїх подальших дій, Сагайдачний наказав частині війська демонстративно повернутись на Січ із захопленою здобиччю. З рештою війська Сагайдачний близько тижня переховувся поблизу Очакова. Приспавши пильність турків, козаки продовжили свій похід.

## Захоплення міста
22 липня 1616 року Сагайдачний разом із 4 тисячами козаків прибув до міста. Уночі козаки висадилися на берег і підійшли до воріт Кафи. Частина запорожців, що володіли турецькою, відволікли вартових, вказавши, що вони турецький підрозділ, який прямує на війну з Персією. Тим часом інші перекинули драбини на мури фортеці. Перебравшись через стіну, козаки вирізали вартових і відкрили ворота. Козаки раптовим нападом захопили міську цитадель і прийнялись грабувати місто та звільняти християнських невільників. Аби взяти якомога більше бранців на свої чайки, козаки викинули чималу частину захопленого добра, тим самим підтвердивши свою обітницю визволяти із неволі християн, яку давали перед своїми походами.
В результаті проведення операції було визволено кілька тисяч невільників, яких галерами було вивезено на Дніпро.
Повернення такої кількості полонених прислужилося всенародній славі Сагайдачного.
Звільнивши безліч бранців, запорожці перетнули Чорне море і напавши на Трапезунд і Синоп, взяли приступом обидва міста, причому розгромили висланий проти них загін турецьких суден, потопивши три кораблі і захопивши кілька в полон. Дізнавшись по дорозі назад, що турки перегородили великим флотом шлях до Дніпра, козаки повернули на північ і через Азовське море пройшли до Дону, звідки з видобутком сухим шляхом повернулися на Січ.